# 2794 Kulik
2794 Kulik este un asteroid din centura principală, descoperit pe 8 august 1978, de Nikolai Cernîh.